# Ivan Petrovich Saltykov
Bá tước Ivan Petrovich Saltykov (tiếng Nga: ИИананананане, 28 tháng 6 năm 1730 - 14 tháng 11 năm 1805) [1] là Nguyên soái Nga, Toàn quyền Matxcơva từ 1797 đến 1804, và là chủ sở hữu của điền trang lớn của Marfino. Ivan là con trai duy nhất của Nguyên soái Pyotr Semyonovich Saltykov. Ông bắt đầu nghĩa vụ quân sự từ năm 15 tuổi trong Trung đoàn Semenovsky ở cấp bậc binh nhì. Năm 1758, ông được giới thiệu vào Tòa án Hoàng gia ở cấp bậc cơ sở của Kamer-Junker.
Trong Chiến tranh Bảy năm, Saltykov nổi danh khi bắt giữ cả Königsberg và Elbing tại Trận chiến Zorndorf. Sau khi bắt đầu hòa bình, ông được thăng cấp Thiếu tướng và được trao kỉ niệm chương Order of St. Anna hạng II bởi Peter III. Tại lễ đăng quang của Catherine Đại đế, ông đã được trao tặng Huân chương Thánh Alexander Nevsky.
Khi bắt đầu Chiến tranh Nga-Thổ Nhĩ Kỳ năm 1768 1774, giờ đây Trung tướng Saltykov phục vụ dưới sự chỉ huy của Rumyantsev trong Trận Kagul. Anh ta cũng có mặt trong vụ bắt giữ Khotyn. Chỉ huy lực lượng kỵ binh hạng nặng của quân đội, anh ta đã đạt được sự khác biệt rõ rệt về lòng dũng cảm của mình và nhận được cả Huân chương Thánh George Hạng 2 và Thanh kiếm Vàng cho Dũng cảm hạng Kim cương.
Với sự kết thúc của một cuộc chiến khác, Saltykov giờ đã trở thành một Tướng quân đầy đủ và được phái đến chỉ huy một quân đoàn đồn trú tại các tỉnh Ba Lan mới chiếm được của đế chế.
Năm 1780, để cải thiện sức khỏe của gia đình, ông đã bắt đầu một hành trình dài vượt ra khỏi biên giới Nga. Cùng với vợ và các con nhỏ, ông đi du lịch đến Berlin, Dresden và Brussels. Họ sống ba tháng ở Luân Đôn và sống một năm tốt đẹp hơn ở Paris, nơi Saltykov sống xa hoa đến nỗi một sứ giả Nga gửi tòa án Pháp đã viết cho Bá tước Alexander Vorontsov rằng "Họ là sự ô nhục của cả dân tộc chúng ta." [ 2].
Năm 1784, ông được trao quyền chỉ huy cả hai cơ sở là Vladimir và Kostroma trong khi cũng được bổ nhiệm làm Bổ Trợ Tướng. Năm 1788 Chiến tranh nổ ra một lần nữa với Thổ Nhĩ Kỳ, và vị tướng được mời tham gia hàng ngũ của tập đoàn quân. Quân đội của ông đã thành công trong việc chiếm lại Pháo đài Khotyn. Năm 1790, Catherine giao cho ông chỉ huy quân đội đóng tại Phần Lan. Sau khi ký Hiệp ước Värälä, Saltykov được trao quyền trung tá danh dự của Trung đoàn Kị Binh Cận Vệ và Huân chương Thánh Andrew hạng Kim cương.
Lãnh đạo quân sự của Saltykov chủ yếu được vang danh bởi lòng dũng cảm phi thường của ông. Kỹ năng của ông trong các lĩnh vực chỉ huy khác được coi là hơi kém. Ví dụ là Suvorov đã được báo cáo là rất hoài nghi về khả năng của ông. Ngoài ra, Saltykov trở nên thù hận trong một cuộc tranh cãi với Rumyantsev, điều đó đã buộc ông phải nghỉ hưu vào năm 1795, nhưng năm sau đó, Paul lên ngôi và triệu hồi ông trở lại phục vụ. Hoàng đế mới đã quá sức ưu đãi ông, nâng cấp bậc của ông thành Toàn tướng, khiến ông trở thành người đứng đầu Trung đoàn Cuirassier của Hoàng đế, và Toàn quyền Kiev. Không lâu sau, ông được phong làm Nguyên soái và Tổng thanh tra Kỵ binh cho toàn quân.
Đến cuối năm 1797, Saltykov được bổ nhiệm làm Toàn quyền Matxcơva, chức mà trong thời kỳ trước đó đã được cha ông nắm giữ. Trong thực tế, dây cương của chính phủ đã được điều khiển bởi một người bổ nhiệm khác của Paul; cảnh sát trưởng gốc Phổ Fyodor Ertel. Bá tước chỉ để lại cho mình trách nhiệm chỉ huy đối với các cuộc diễu hành quân sự của thành phố và các nghi thức xuất diện. Một thời gian dài sau đó những người Hồi giáo nhắc  lại lối sống xa hoa và lãng phí của ông.
Cái chết của vợ năm 1802 là một đòn nặng nề đối với Saltykov, và là một yếu tố chính làm suy giảm sức khỏe của chính ông, khiến ông phải xin nghỉ hưu vào năm 1804. Ông chuyển đến St. Petersburg, sống tại nhà của ông Con rể giàu có Pyotr Myatlev, và chết ngay sau đó. Ông được chôn cất gần cha tại làng Nikolskoye gần Rostov.